# Diadema savignyi
Espèce
Statut de conservation UICN

 LC  : Préoccupation mineure
L’oursin-diadème de Savigny (Diadema savignyi) est une espèce d'oursin régulier tropical de la famille des Diadematidae, caractérisé par de très longues épines et des motifs linéaires généralement bleu électrique sur la face supérieure.

## Description

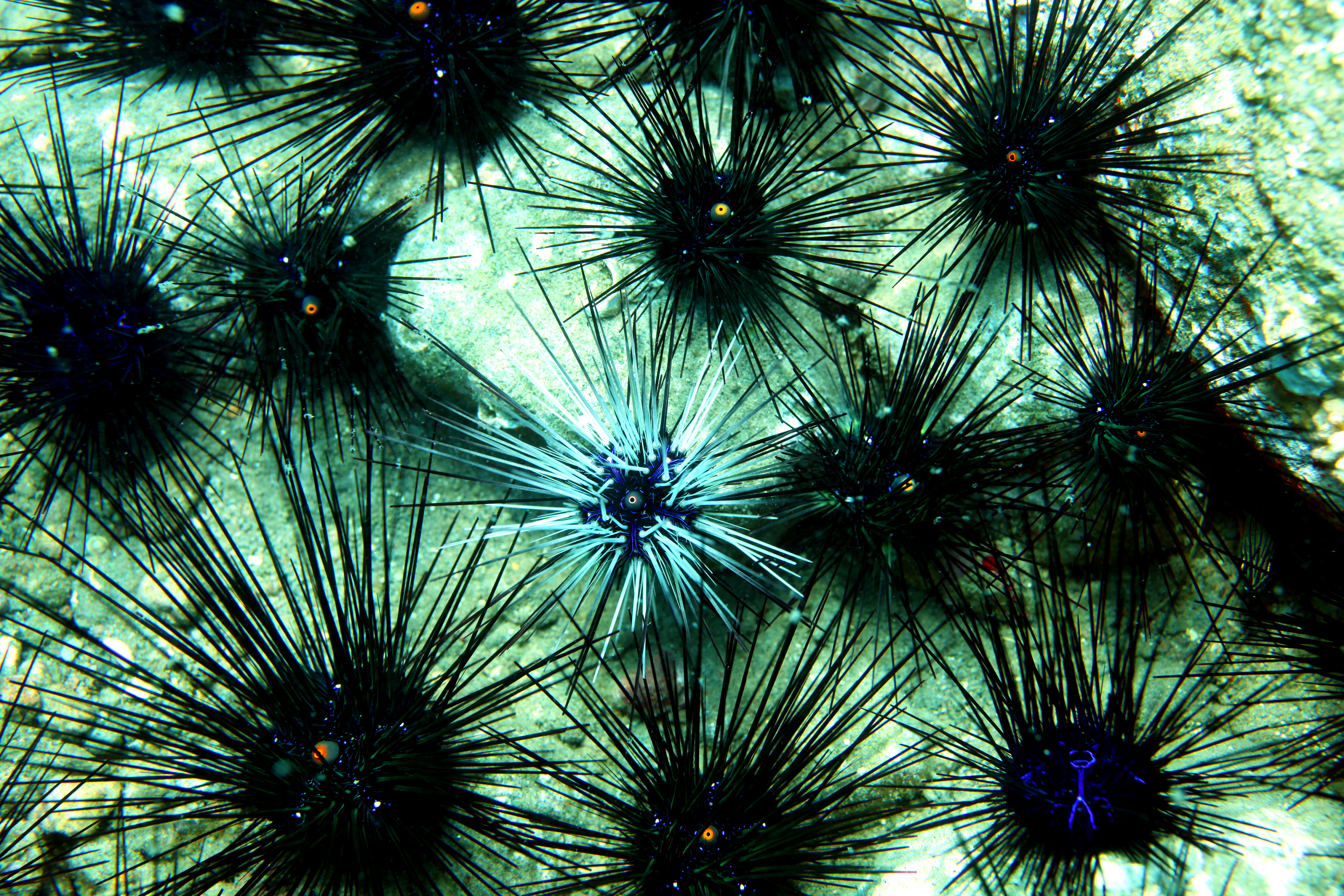
Un groupe mixte de Diadema setosum et D. savignyi. La forme du test, ses motifs bleus et l'anneau orange autour de l'anus permettent de les distinguer. Les deux peuvent cependant arborer des piquants clairs.

Son test (coquille) est relativement petit (maximum 9 cm de diamètre pour 4,5 cm de haut) comparativement à ses radioles (piquants) fines et creuses peuvent mesurer jusqu'à 25 cm, lui assurant une bonne défense et une locomotion rapide. Celles-ci, réparties en deux fois cinq faisceaux (correspondant aux cinq plaques du test) sont généralement noires ou gris sombre comme le test, mais peuvent parfois être plus claires (grises voire blanche, parfois avec des reflets violets ou marron) ou annelées : c'est le cas chez les juvéniles, mais ceci peut persister chez certains adultes. Parfois, certains spécimens sont bicolores, permettant de bien voir les deux groupes de cinq faisceaux d'épines. Le plus souvent, on peut distinguer un motif en forme d'étoile à cinq branches bifides d'un bleu iridescent délimitant les plaques ambulacraires sur la partie dorsale du test, rayonnant depuis le pourtour de la papille anale (qui n'est jamais colorée). Ce motif (appelé « iridophore ») peut cependant être gris ou blanc chez certains oursins, et varier selon le jour ou la nuit, et des individus albinos ont même été observés.

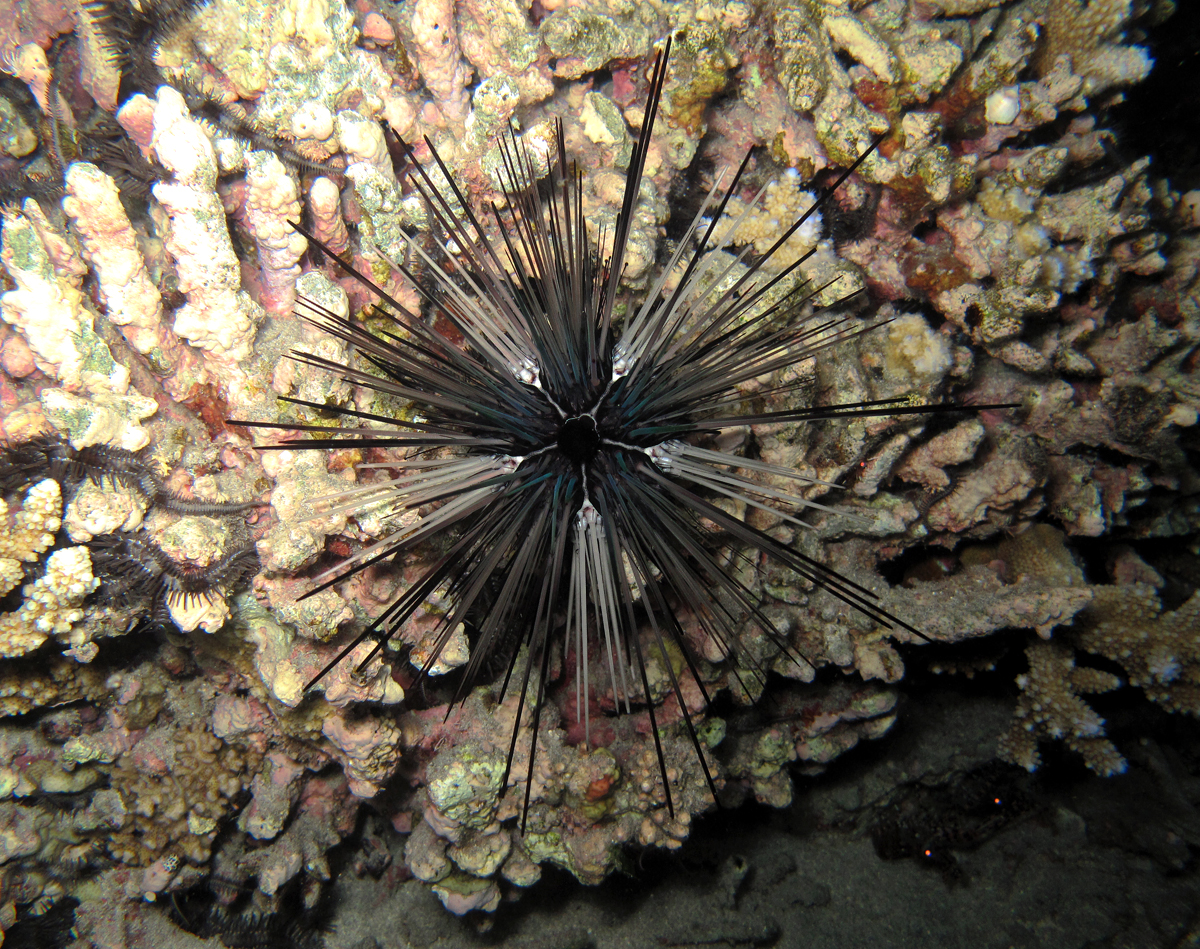
Diadema savignyi (spécimen bicolore à La Réunion).
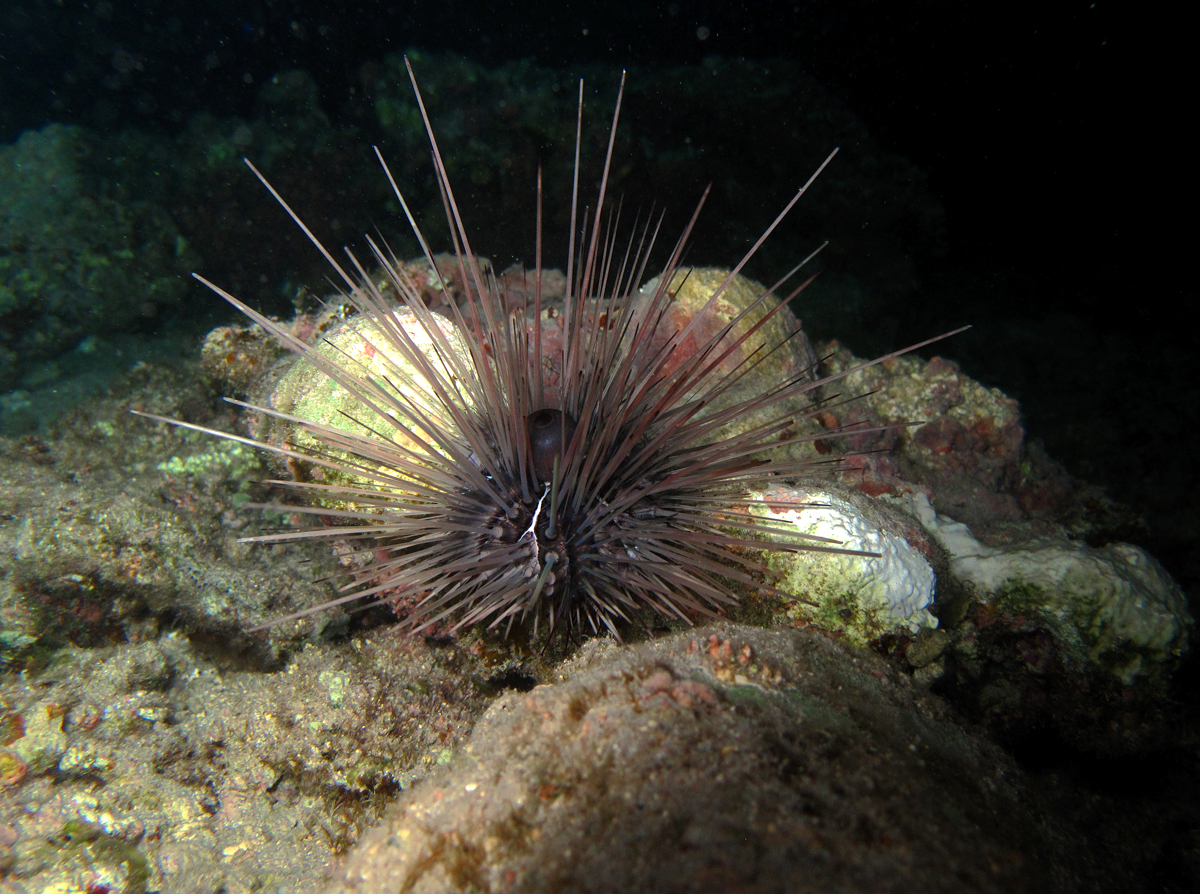
Spécimen réunionnais sur lequel le motif bleu est disposé sur un fond blanc. La papille anale proéminente est bien visible.
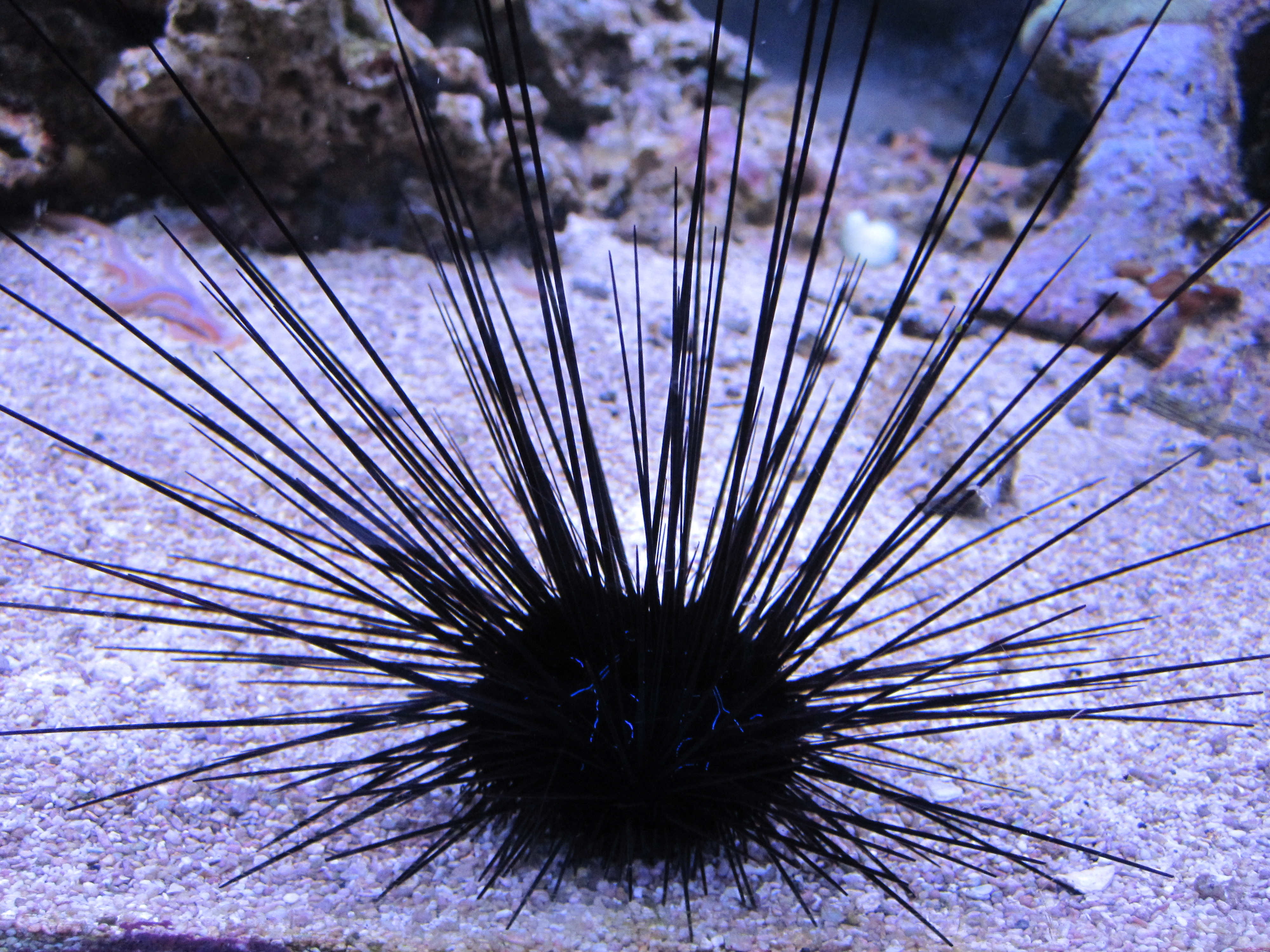
Spécimen du London Aquarium.
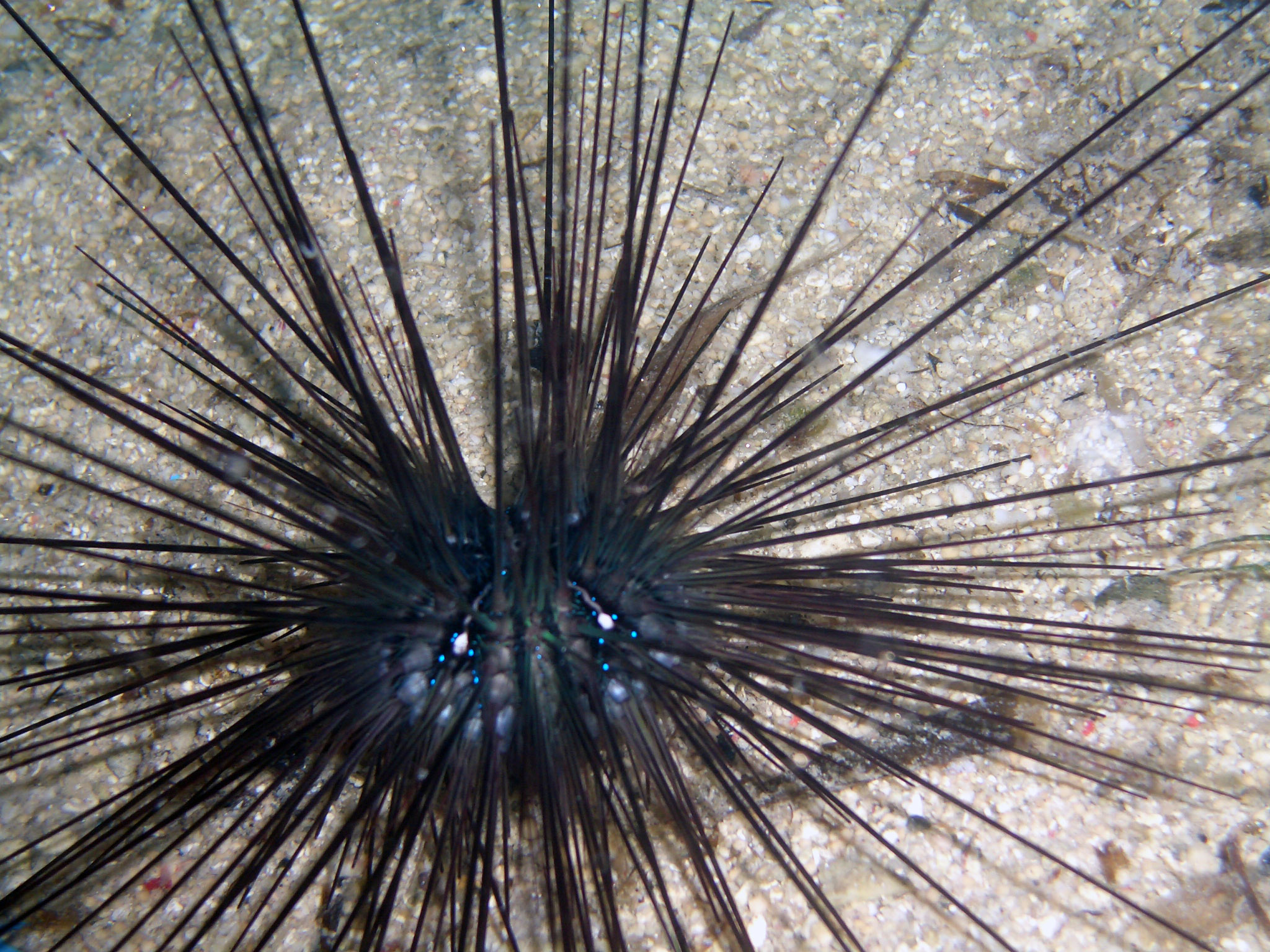
Individu observé en Indonésie.
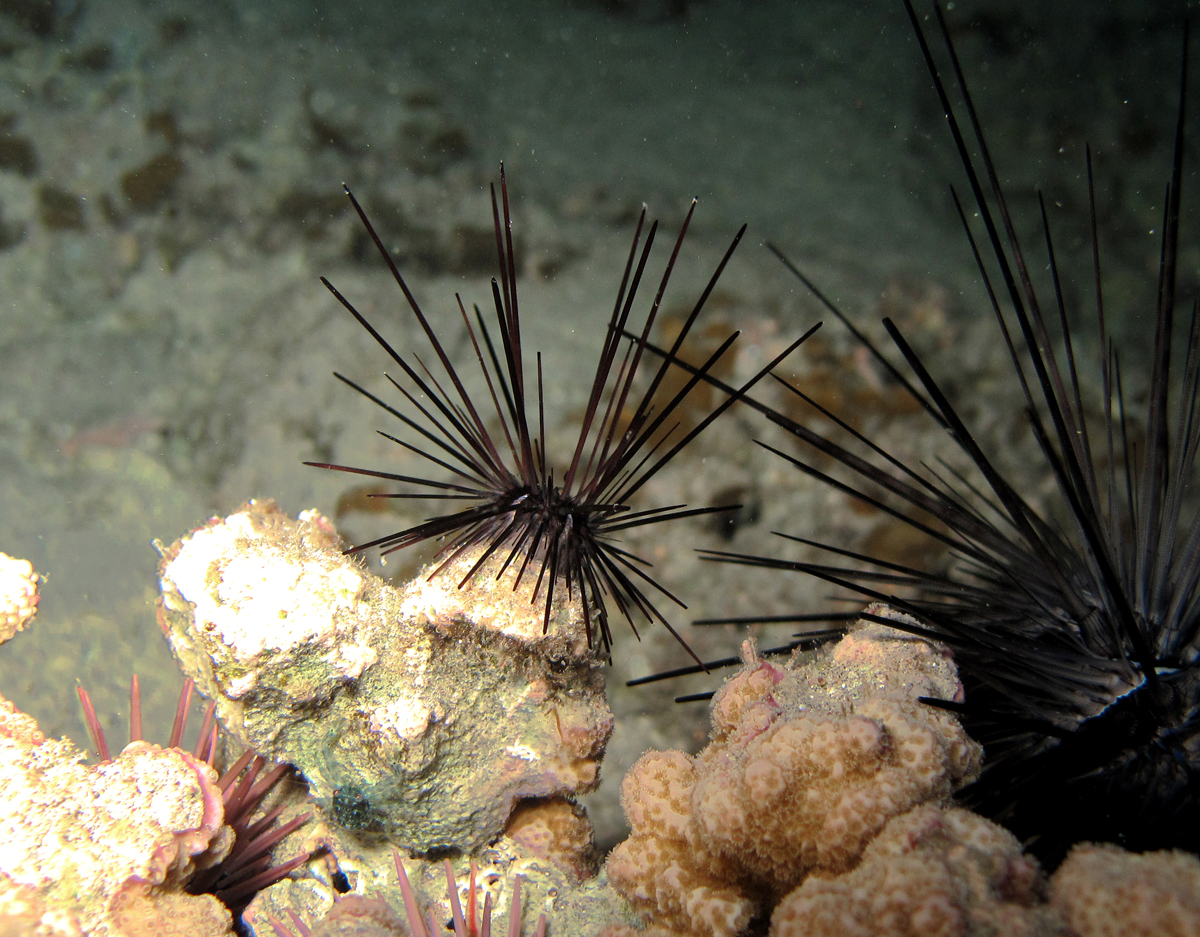
Juvéniles observés de nuit.
Squelette partiellement dénudé.

Cet oursin peut être confondu avec d'autres oursins-diadèmes qui partagent son aire de répartition, comme Diadema setosum (au corps plus petit et aux radioles plus longues, et orné d'un anneau orange autour de l'anus et de 5 points blancs sur la partie supérieure du test) ou Echinothrix calamaris dans ses formes sombres (à la papille anale mouchetée et aux radioles plus courtes, et de deux sortes très différentiées alternant suivant les dix aires du test).

## Répartition
Son aire de répartition est vaste, s'étendant dans le bassin indo-pacifique de toute la côte est-africaine (y compris la mer Rouge) jusqu'au Japon et à la Polynésie, s'étendant au sud jusqu'en Nouvelle-Calédonie.
On peut le trouver dans de nombreux biotopes liés aux lagons coralliens, aussi bien sur roche que sur sable ou corail, entre 0 et 70 m de profondeur, souvent en petits groupes mais parfois isolés. Il est généralement dissimulé pendant la journée, et sort le soir pour se nourrir.

## Écologie et comportement

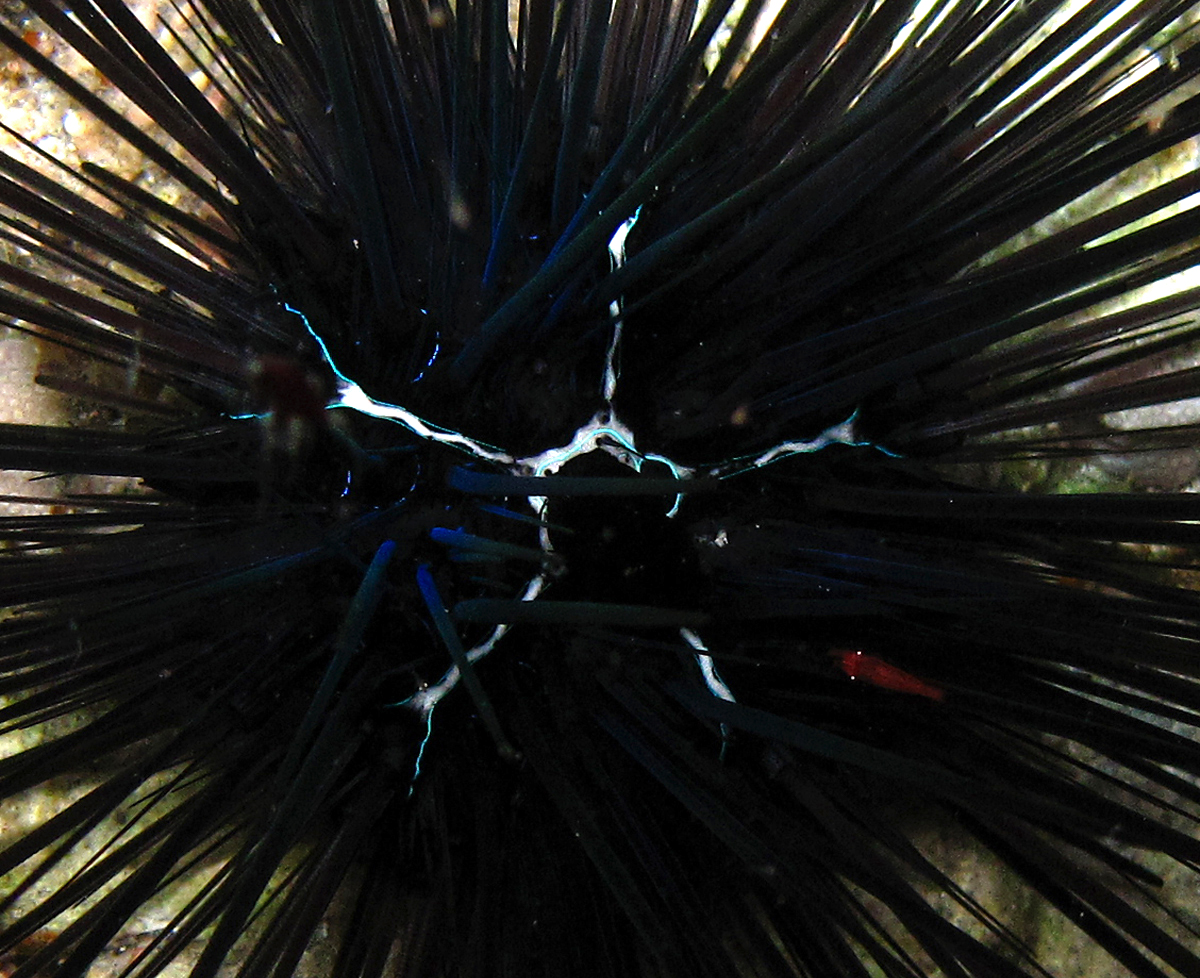
Crevette commensale du genre Periclimenes sur un D. savignyi.

Il se nourrit principalement du feutrage algal du substrat (notamment sur le corail mort), qu'il broute de nuit, mais est aussi un omnivore opportuniste. Il est donc un acteur important de l'élimination des algues dans les écosystèmes coralliens, au profit du corail.
Comme tous les Diadematidae, il est pourvu d'organes photosensibles sur la partie aborale du test, lui permettant de voir au-dessus de lui afin d'orienter ses radioles (épines) vers d'éventuelles menaces
La reproduction est gonochorique, et mâles et femelles relâchent leurs gamètes en même temps en pleine eau, où œufs puis larves vont évoluer parmi le plancton pendant quelques semaines avant de se fixer.
De nombreux petits invertébrés peuvent vivre en symbiose ou en commensalisme avec cet oursin dont les longues épines assurent une excellente protection, comme les juvéniles des poissons de la famille des Apogonidae (le poisson cardinal), ou encore des crevettes nettoyeuses (comme les Periclimenes) et des vers plats.
Sa croissance est plus rapide que celle de son cousin Diadema setosum (avec lequel il peut potentiellement s'hybrider, même si les périodes de reproduction ne sont pas les mêmes), et il peut vivre jusqu'à 5 ans.

## L'espèce et l'Homme

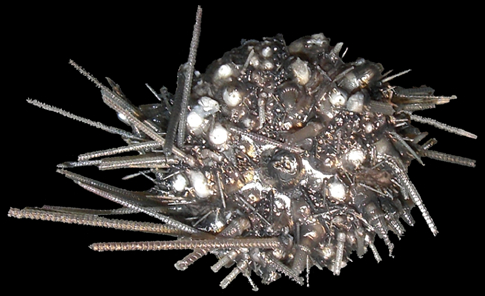
Test partiellement nettoyé.

Diadema savignyi est un très bel oursin, apprécié des aquariophiles malgré sa morphologie peu adaptée aux petits bassins.
L'oursin de Savigny a une assez bonne vue, procurée par les photorécepteurs colorés disposés sur son test : cela lui permet d'orienter efficacement ses épines vers les menaces potentielles, comme la main d'un plongeur, afin d'en optimiser l'angle de pénétration. Une fois à l'intérieur d'un tissu étranger, ces épines se brisent très facilement en plusieurs morceaux très difficiles à retirer et peuvent entraîner un risque d'infection.
Une partie de ses épines (« radioles ») les plus courtes sont pourvues de venin dans leur matrice, comme souvent dans cette famille : leur piqûre est donc particulièrement douloureuse, et potentiellement dangereuse. Heureusement, sa taille le rend généralement suffisamment visible aux nageurs, qui peuvent l'éviter facilement.

## Onomastique

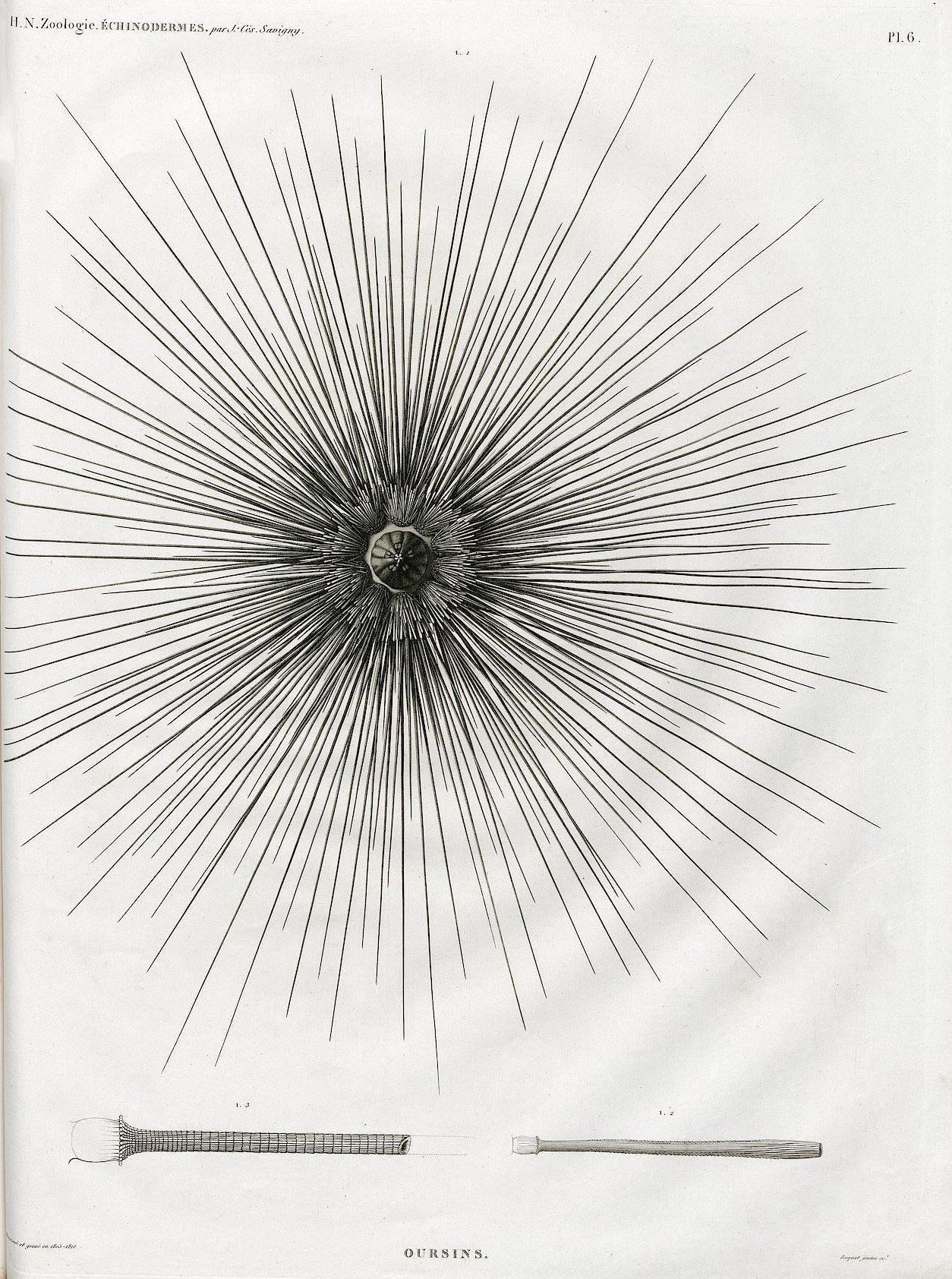
Planche holotype par Jules-César Savigny.

« Diadema » vient du grec diadema, « diadème » (évoquant le port et la beauté de l'animal) ; « Savigny » vient de Marie Jules César Lelorgne de Savigny (ou Lelorgue de Savigny) (1777 - 1851), zoologiste français qui a récolté le spécimen holotype dans le cadre de la campagne d’Égypte de Napoléon. L'espèce a été décrite par le zoologiste français Jean-Victor Audouin, et publiée dans la Description de l'Égypte à partir de 1809. 
En anglais, il est appelé Long-spined sea urchin, black longspine urchin, ou encore banded diadem urchin. En italien, il est appelé Riccio diadema a bande ; en espagnol, on le nomme Erizo diadema bandeado et en allemand, il est le Savignys Diademseeigel.